# Historia del teléfono móvil

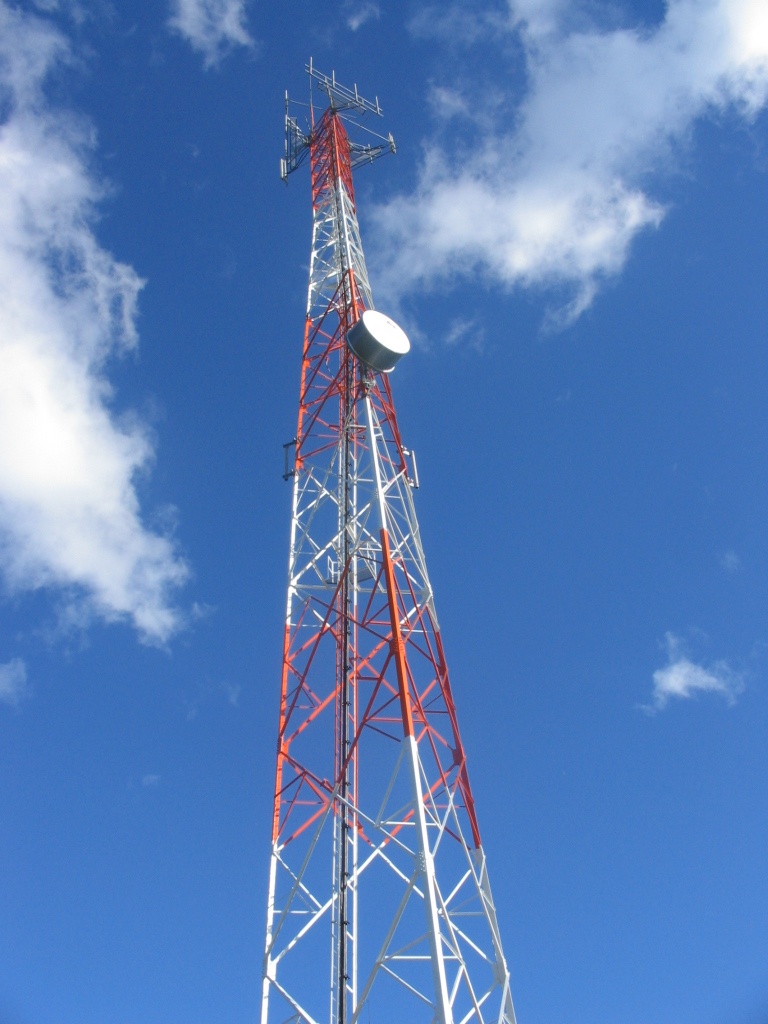
Estación base de telefonía móvil (celular).

El teléfono móvil o teléfono celular es un aparato indispensable en la actualidad; sin embargo su popularización ha sido un fenómeno muy reciente. En un principio el teléfono móvil solo podía ser usado en vehículos por su tamaño, reduciéndose posteriormente a una unidad portátil, y finalmente al tamaño de bolsillo que se utiliza hoy en día.
El sistema celular fue creado para satisfacer la demanda de comunicación móvil dentro de un espectro de radiofrecuencia limitado. Esta limitación es el factor original que motivó y sigue motivando el desarrollo del teléfono móvil, frente a otros de los varios factores como la duración de la batería o el tamaño del aparato.

## Primeros sistemas de radiotelefonía

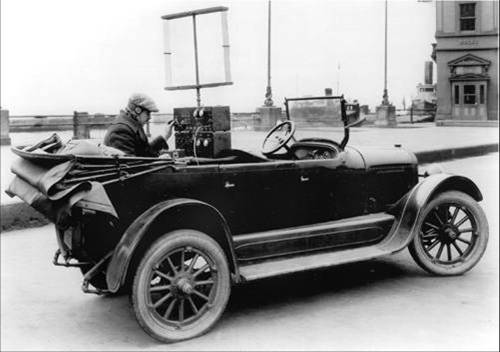
Teléfono móvil experimental (1924).

La radio surgió como una alternativa a la comunicación por cable a finales del siglo. XIX. En un primer momento fue utilizada para la comunicación marítima, pero a partir de la década de 1920 comenzaron los intentos de aplicarla también a la comunicación móvil en tierra. En 1923, el cuerpo de policía de Victoria, Australia, fue el primero en utilizar comunicación inalámbrica dúplex en coches, poniendo fin a la práctica de dar reportes policiales en las cabinas de teléfono públicas. Estos teléfonos móviles primitivos permanecieron restringidos al uso gubernamental hasta los años 40, cuando se extendió al público general.
El primer servicio de telefonía móvil comercial apareció en 1946 en San Luis, Estados Unidos. La compañía AT&T comenzó entonces a operar el MTS, o Mobile Telephone System, que dos años después estaría disponible en más de 100 ciudades y autopistas. Debido a las limitaciones en el espectro de radiofrecuencia, el sistema permitía un máximo de seis canales, lo que provocaba largas listas de espera. En los años 60 el Improved Mobile Telephone Service ofrecería un total de 44 canales por ciudad. En 1964, Estados Unidos contaba con 1,5 millones de usuarios de teléfonos móviles.
En Europa, la primera red de telefonía móvil fue instalada por la compañía nacional de telefonía sueca, Televerket, en 1955.
Los primeros equipos eran grandes y pesados, por lo que estaban casi exclusivamente destinados a un uso a bordo de vehículos. Generalmente se instalaba el equipo de radio en el maletero y se pasaba un cable con el teléfono hasta el salpicadero del coche. Si bien en los años 40 el equipo ocupaba todo el maletero, en los años 60 su tamaño se había reducido al de un maletín gracias al invento del transistor. El transistor, creado en 1948 en los Laboratorios Bell, sustituiría los tubos de vacío para amplificar y conmutar señales, inaugurando la era de la miniaturización de los aparatos electrónicos.
En la Unión Soviética, L. I. Kupriyanovich desarrolló entre 1957 y 1961 una serie de modelos experimentales de radio de comunicaciones de tamaño bolsillo. Uno de esos modelos, presentado en 1961, pesaba tan solo 70 gramos y cabía en la palma de una mano. Sin embargo la Unión Soviética tomó la decisión de desarrollar en primer lugar el sistema de telefonía móvil para coches Altay, que fue distribuido comercialmente en 1963.
Estos sistemas todavía no eran celulares. Cada teléfono funcionaba como un transmisor que abarcaba toda la ciudad con una frecuencia fija, o en otras palabras, cada teléfono era una estación de radio para toda la ciudad, que transmitía señales con mucha potencia para poder ser recibido en la mayor área posible. Esto suponía un problema debido a la escasez de espectro de radiofrecuencia útil, lo que provocaba que solo unos 44 usuarios podían comunicarse simultáneamente en una ciudad. El sistema no cubría la demanda; el servicio estaba reservado a unos pocos privilegiados.

## Telefonía celular

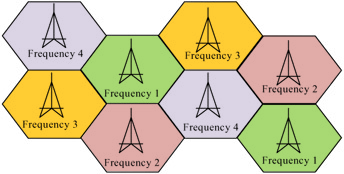
Reutilización de frecuencias en una red de celdas

El sistema celular consiste en la subdivisión de un territorio en pequeñas áreas (llamadas celdas), cada una con una antena de transmisión, de forma que la misma frecuencia puede utilizarse en distintas zonas a la vez dentro de una ciudad. Esto permite un uso mucho más eficiente del espectro. Cuanto más pequeñas sean las celdas, más frecuencias pueden reusarse y más usuarios pueden utilizar el servicio.
La primera descripción de un sistema celular apareció en un trabajo de D.H. Ring, de los Laboratorios Bell, en 1947. Pero no se pondría en práctica hasta dos décadas después por varios motivos. En primer lugar, los teléfonos celulares deben funcionar con frecuencias altas, donde las transmisiones pueden limitarse a celdas pequeñas. Pero la tecnología necesaria para poder trabajar con frecuencias tan altas no llegaría hasta más tarde. Además, para poder poner en práctica el sistema celular, un usuario atravesando la ciudad debería poder pasar de una celda a otra sin que la llamada se corte. Para ello es necesario que el sistema pueda saber dónde abandonó el usuario la primera celda, localizar la siguiente, e hilar automáticamente la conversación entre celda y celda. Es decir, el sistema necesita una base de datos con información sobre dónde estaba el teléfono, hacia dónde iba, y quién lo estaba usando; y esta base de datos debía ser rápida. En los años 40 no era posible hacer esto con la rapidez suficiente para no interrumpir la llamada. Por otra parte, para poder transmitir y recibir toda la información necesaria, el teléfono debía incluir un sintetizador de frecuencia, una pieza que cuando comenzó a desarrollarse para el ejército en los años 60 costaba tanto como un buen coche.
En la década de los 60 todas las grandes compañías de telecomunicaciones conocían el concepto celular; la pregunta era qué compañía conseguiría hacer funcionar la idea, tanto técnica como económicamente, y quién conseguiría la patente del sistema en primer lugar. Finalmente los Laboratorios Bell presentó un sistema que cumplía con los requisitos, cuya patente fue aprobada en 1972. Un año después, en 1973, Martin Cooper y su equipo de Motorola demostraron el primer prototipo funcional de un teléfono celular "personal".

### Primera generación

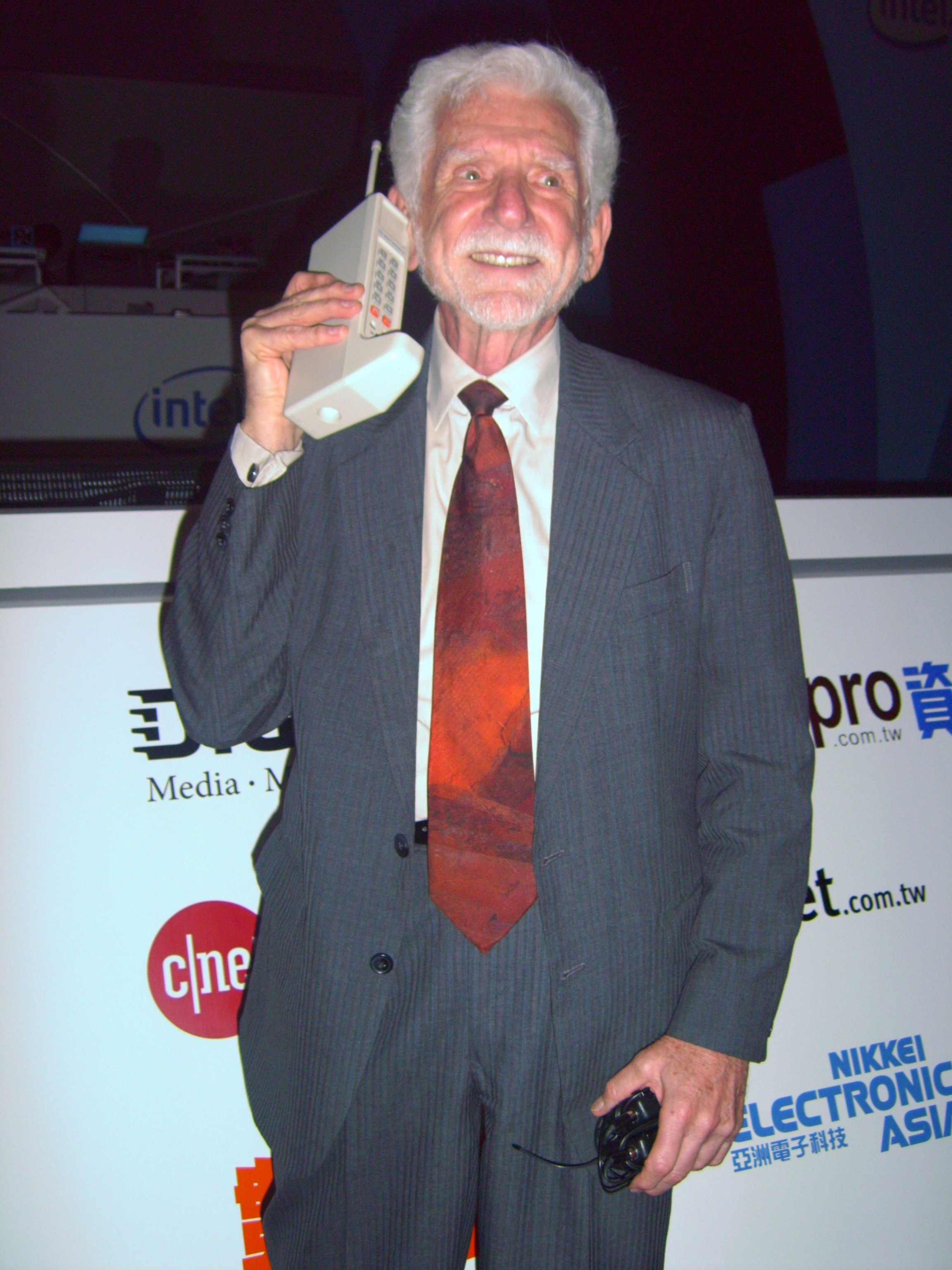
Martin Cooper, utilizando un Motorola DynaTAC 8000x.

El 3 de abril de 1973, Martín Cooper directivo de Motorola realizó la primera llamada desde un teléfono móvil del proyecto DynaTAC 8000X desde una calle de Nueva York, precisamente a su mayor rival en el sector de telefonía: Joel Engel, de los Bell Labs de AT&T.
El DynaTAC 8000X es presentado oficialmente en 1984, año en que se empezó a comercializar. El teléfono pesaba cerca de 1 kg, tenía un tamaño de 33 x 4,4 x 8,9 centímetros y su batería duraba una hora de comunicación o una jornada laboral (ocho horas) en espera, con pantalla led.
Ameritech Mobile Communications fue la primera empresa en los Estados Unidos en proporcionar servicio de telefonía móvil al público general.
En 1981 el fabricante Ericsson lanza el sistema NMT 450 (Nordic Mobile Telephony 450 MHz). Este sistema seguía utilizando canales de radio analógicos (frecuencias en torno a 450 MHz) con modulación en frecuencia (FM). Era el primer sistema del mundo de telefonía móvil tal como se entiende hasta hoy en día.
Los equipos 1G pueden parecer algo aparatosos para los estándares actuales pero fueron un gran avance para su época, ya que podían ser trasladados y utilizados por una única persona.
En 1986, Ericsson modernizó el sistema, llevándolo hasta el nivel NMT 900. Esta nueva versión funcionaba prácticamente igual que la anterior pero a frecuencias superiores (del orden de 900 MHz). Esto posibilitó dar servicio a un mayor número de usuarios y avanzar en la portabilidad de los terminales.
Además del sistema NMT, en la década de 1980 se desarrollaron otros sistemas de telefonía móvil tales como: AMPS (Advanced Mobile Phone System) en Estados Unidos y TACS (Total Access Comunication System).
El sistema TACS se utilizó en España con el nombre comercial de MoviLine. Estuvo en servicio hasta su extinción en 2003.

### Segunda generación

Evolución del número de usuarios de telefonía móvil según el estándar que emplean.

En la década de 1990 nace la segunda generación, que utiliza sistemas como GSM, IS-136, iDEN e IS-95. Las frecuencias utilizadas en Europa fueron de 900 y 1800 MHz.
El desarrollo de esta generación tiene como piedra angular la digitalización de las comunicaciones. Las comunicaciones digitales ofrecen una mejor calidad de voz que las analógicas, además se aumenta el nivel de seguridad y se simplifica la fabricación del Terminal (con la reducción de costos que ello conlleva). En esta época nacen varios estándares de comunicaciones móviles: D-AMPS (EE. UU.), Personal Digital Cellular (Japón), cdmaOne (Estados Unidos y Asia) y GSM.
Muchas operadoras telefónicas móviles implementaron Acceso múltiple por división de tiempo (TDMA) y Acceso múltiple por división de código (CDMA) sobre las redes Amps existentes convirtiéndolas así en redes D-AMPS. Esto trajo como ventaja para estas empresas poder lograr una migración de señal analógica a señal digital sin tener que cambiar elementos como antenas, torres, cableado, etc. Inclusive, esta información digital se transmitía sobre los mismos canales (y por ende, frecuencias de radio) ya existentes y en uso por la red analógica. La gran diferencia es que con la tecnología digital se hizo posible hacer Multiplexion, tal que en un canal antes destinado a transmitir una sola conversación a la vez se hizo posible transmitir varias conversaciones de manera simultánea, incrementando así la capacidad operativa y el número de usuarios que podían hacer uso de la red en una misma celda en un momento dado.
El estándar que ha universalizado la telefonía móvil ha sido el GSM (Global System for Mobile communications). Se trata de un estándar europeo nacido de los siguientes principios:
- Buena calidad de voz (gracias al procesado digital).
- Itinerancia (Roaming).
- Deseo de implantación internacional.
- Terminales realmente portátiles (de reducido peso y tamaño) a un precio accesible.
- Compatibilidad con la RDSI (Red Digital de Servicios Integrados).
- Instauración de un mercado competitivo con multitud de operadores y fabricantes.

El GSM fue el estándar por mucho tiempo, sin embargo empezó a ser insuficiente debido a que ofrecía un servicio de voz o datos a baja velocidad (9,6 kbit/s) y el mercado empezaba a requerir servicios multimedia que hacían necesario un aumento de la capacidad de transferencia de datos del sistema. Es en este momento cuando se empieza a gestar la idea de 3G, pero como la tecnología CDMA no estaba lo suficientemente desarrollada se optó por implementar una velocidad intermedia denominada 2.5G.

### Generación 2.5G
Dado que la tecnología de 2G fue incrementada a 2.5G, en la cual se incluyen nuevos servicios como EMS y MMS:
- EMS es el servicio de mensajería mejorado, permite la inclusión de melodías e iconos dentro del mensaje basándose en los sms; un EMS equivale a 3 o 4 sms.
- MMS (Sistema de Mensajería Multimedia) Este tipo de mensajes se envían mediante GPRS y permite la inserción de imágenes, sonidos, videos y texto. Un MMS se envía en forma de diapositiva, la cual cada plantilla solo puede contener un archivo de cada tipo aceptado, es decir, solo puede contener una imagen, un sonido y un texto en cada plantilla, si se desea agregar más de estos tendría que agregarse otra plantilla. Cabe mencionar que no es posible enviar un vídeo de más de 15 segundos de duración.

Para poder prestar estos nuevos servicios se hizo necesaria una mayor velocidad de transferencia de datos, que se hizo realidad con las tecnologías GPRS y EDGE.
- GPRS (General Packet Radio Service) permite velocidades de datos desde 59 kb/s hasta 120 kb/s.
- EDGE (Enhanced Data rates for GSM Evolution) permite velocidades de datos hasta 384 kb/s.

### Tercera generación
3G nace de la necesidad de aumentar la capacidad de transmisión de datos para poder ofrecer servicios como la conexión a Internet desde el móvil, la videoconferencia, la televisión y la descarga de archivos. En este momento el desarrollo tecnológico ya posibilita un sistema totalmente nuevo: UMTS (Universal Mobile Telecommunications System).
UMTS utiliza la tecnología CDMA, lo cual le hace alcanzar velocidades realmente elevadas (de 144 kb/s hasta 7,2 Mb/s, según las condiciones del terreno).

### Cuarta generación
La generación 4, o 4G, es la evolución tecnológica que ofrece al usuario de telefonía móvil, internet con más rapidez un mayor ancho de banda que permite, entre muchas otras cosas, la recepción de televisión en alta definición. Como ejemplo, podríamos citar al concept mobile Nokia Morph. Hoy en día, existe un sistema de este nivel, operando con efectividad sólo con algunas compañías de Estados Unidos, llamado LTE.
Por otro lado, cabe la posibilidad de fabricar, uno mismo, teléfonos móviles utilizando: Arduino.

### Quinta generación
La generación 5G se considera la sucesora de la tecnología 4G y se encuentra actualmente en fase de desarrollo. En 2014 Huawei anunció un acuerdo con la operadora rusa Megafon para desarrollar en pruebas redes 5G, al igual que Samsung junto con la operadora coreana SK Telecom y Ericsson con la operadora rusa MTS.
La Unión Internacional de Telecomunicaciones (UIT) reveló en febrero de 2017 especificaciones sobre la tecnología 5G, como velocidades de 20 Gbps de descarga y 10 Gbps de subida, y la previsión de su estandarización proyectada para 2020. Además del incremento en la velocidad de conexión, la red 5G buscará optimizar e integrar su tecnología con IoT. Red 5G.